# Okkar á milli: Í hita og þunga dagsins
Okkar á milli: Í hita og þunga dagsins é um filme de drama islandês de 1982 dirigido por Hrafn Gunnlaugsson.
Foi selecionado como representante da Islândia à edição do Oscar 1993, organizada pela Academia de Artes e Ciências Cinematográficas.

## Elenco
- Benedikt Árnason
- Andrea Oddsteinsdóttir
- Júlíus Hjörleifsson
- Margrét Gunnlaugsdóttir
- Maria Ellingsen
- Sirry Steffen
- Valgarður Guðjónsson
- Þorvaldur S. Þorvaldsson